# Werner Wolbert
Werner Wolbert (* 2. Juni 1946 in Greven) ist ein deutscher römisch-katholischer Theologe.

## Leben
Sein Vater war Volksschullehrer. Werner Wolbert wuchs im Bistum Münster auf und ist Diözesanpriester von Münster. Von 1984 bis 1989 war er Professor für Moraltheologie und Ethik an der Theologischen Fakultät Paderborn. Von 1989 bis zu seiner Emeritierung im Jahr 2012 war Wolbert Professor für Moraltheologie an der Universität Salzburg.

## Veröffentlichungen (Auswahl)
- Du sollst nicht töten, Freiburg, Schweiz : Acad. Press Fribourg, 2009
- Gewissen und Verantwortung, Freiburg, Schweiz : Acad. Press Fribourg, 2008
- Was sollen wir tun?, Fribourg : Acad. Press, c 2005
- Morale in una cultura dei mass-media, Cinisello Balsamo (Mailand) : San Paolo, 1998
- Moral in einer Kultur der Massenmedien, Herder, Freiburg im Breisgau 1994
- Vom Nutzen der Gerechtigkeit. Herder, Freiburg im Breisgau 1992.
- Der Mensch als Mittel und Zweck. Die Idee der Menschenwürde in normativer Ethik und Metaethik. Aschendorff, Münster 1987.